# Alois Neidhardt
Alois Neidhardt (ook: Neidhart, Aloys Neydhart en Alajosnak Neydhardt) (Matzen (Neder-Oostenrijk), 24 april 1856 – aldaar, 4 augustus 1935) was een Oostenrijks componist, militaire kapelmeester en bugelist.

## Levensloop
Neidhardt heeft muziek studeert bij Carl Michael Ziehrer. Van 1875 tot 1878 was hij bugelist lid van de militaire muziekkapel van het Infanterie-Regiment nr. 50. In 1880 wisselde hij naar de Militaire muziekkapel van het k. en k. Hongaars Infanterie-Regiment nr. 34, waar hij tot 1885 bleef. Vervolgens was hij tot 1895 bugelist in de militaire muziekkapel van het Infanterie-Regiment "Hoch- und Deutschmeister" nr. 4 te Wenen. Nadat hij zijn kapelmeester diploma behaald had werd hij in 1895 tot dirigent benoemd van de Militaire muziekkapel van het k. en k. Hongaars Infanterie-Regiment nr. 34 in Košice, toen nog Kaschau geheten. In deze functie bleef hij tot 1912. Na zijn pensionering ging hij naar Matzen terug en werd daar dirigent van de Erster Matzner Musikverein.
Hij schreef als componist verschillende dansen en marsen voor harmonieorkest en liederen.

## Composities

### Werken voor harmonieorkest
- 34er Ungarischer Defiliermarsch
- Aussi mit die tiefen Tön, mars
- Eissport-Walzer
- Éljen a haz (Vaterland hoch)
- Éljen a magyar (Hoch die Ungarn)
- Es gibt nur a Wien!, mars
- "Generalreise" - Regimentsmarsch des k. u. k. ungarischen Infanterie Regiments "Wilhelm I. Kaiser und König von Preußen" Nr. 34[1]
- Grüass di Gott Alt Weanastadt
- Hab'ns a Idee
- Hazei hangok (Heimatklänge)
- Hazei nótak (Heimatweisen)
- Historischer Fest- und Defiliermarsch des k. u. k. Infanterie-Regiments nr. 34
- Juristen-Walzer
- Kronen–Marsch
- Oberst Neuhold-Marsch
- Rheinwogen, wals
- Spanisch-Weanerisch
- Wiener Fiaker, mars

### Vocale muziek

#### Liederen
- Das Lied vom Edelweiss
- Kruzitürken san mir Leut
- Was im Himmel d´Engerln singen!
- Weana Edelknaben
- Zwa von Nummero vier

## Media
1. ↑  Generalreise. Gearchiveerd op 15 augustus 2019.

- Gemeinsame Normdatei: 1104967006
- Virtual International Authority File: 27146824586407630180
- WorldCat: E39PBJgxmV6QDkJPRmwVh9wpyd